# Discografia de Stevie Nicks
A discografia de Stevie Nicks, cantora norte-americana, consiste em sete álbuns de estúdio, três compilações, um álbum ao vivo e vinte e cinco singles oficiais.

## Álbuns solo
| Ano                                         | Detalhes do álbum                                                                                | Máximas posições nas paradas | Máximas posições nas paradas | Máximas posições nas paradas | Máximas posições nas paradas | Máximas posições nas paradas | Máximas posições nas paradas | Certificações                                |
| Ano                                         | Detalhes do álbum                                                                                | EUA                          | CAN                          | RU                           | ALE                          | SWE                          | AUS                          | Certificações                                |
| ------------------------------------------- | ------------------------------------------------------------------------------------------------ | ---------------------------- | ---------------------------- | ---------------------------- | ---------------------------- | ---------------------------- | ---------------------------- | -------------------------------------------- |
| 1981                                        | Bella Donna - Lançado: 1981 - Gravadora: Modern Records                                          | 1                            | 2                            | 1                            | —                            | 14                           | 1                            | - EUA: 4x Platina - CAN: 2x Platina          |
| 1983                                        | The Wild Heart - Lançado: 1983 - Gravadora: Modern Records                                       | 5                            | 7                            | 1                            | 25                           | 19                           | 8                            | - EUA: 2x Platina - RU: Prata - CAN: Platina |
| 1985                                        | Rock a Little - Lançado: 1985 - Gravadora: Modern Records                                        | 12                           | 8                            | 2                            | 23                           | 14                           | 5                            | - EUA: Platina - RU: Ouro                    |
| 1989                                        | The Other Side of the Mirror - Lançado: maio de 1989 - Gravadora: Modern Records                 | 10                           | 13                           | 3                            | 14                           | 8                            | 9                            | - EUA: Platina - RU: Ouro                    |
| 1994                                        | Street Angel - Lançado: 1994 - Gravadora: Modern Records                                         | 45                           | —                            | 16                           | 67                           | 30                           | 43                           | - EUA: Ouro                                  |
| 2001                                        | Trouble in Shangri-La - Lançado: 1 de maio de 2001 - Gravadora: Reprise Records                  | 5                            | 29                           | 1                            | 44                           | —                            | 70                           | - EUA: Ouro                                  |
| 2011                                        | In Your Dreams - Lançado: 3 de maio de 2011 - Gravadora: Reprise Records                         | 6                            | 22                           | 14                           | 37                           | 39                           | 24                           | - EUA: 200,000                               |
| 2014                                        | 24 Karat Gold: Songs from the Vault - Lançado: 7 de outubro de 2014 - Gravadora: Reprise Records | 7                            | 29                           | 14                           | 69                           | —                            | 16                           | - EUA: 100,000                               |
| "—" indica que o álbum não chegou à parada. |                                                                                                  |                              |                              |                              |                              |                              |                              |                                              |

## Álbuns ao vivo
| 2009                                        | The Soundstage Sessions - Lançado: 13 de janeiro de 2009 - Gravadora: Reprise/WEA | 47 | — | — | — | — |
| "—" indica que o álbum não chegou à parada. |                                                                                   |    |   |   |   |   |

## Coletâneas
| Ano                                         | Detalhes do álbum                                                                                       | Máximas posições nas paradas | Máximas posições nas paradas | Máximas posições nas paradas | Máximas posições nas paradas | Máximas posições nas paradas | Certificações             |
| Ano                                         | Detalhes do álbum                                                                                       | EUA                          | Canadá                       | RU                           | Suécia                       | Austrália                    | Certificações             |
| ------------------------------------------- | --- | ---------------------------- | ---------------------------- | ---------------------------- | ---------------------------- | ---------------------------- | ------------------------- |
| 1991                                        | Timespace – The Best of Stevie Nicks - Lançado: 3 de setembro de 1991 - Gravadora: Modern Records       | 30                           | 38                           | 1                            | 37                           | 12                           | - EUA: Platina - RU: Ouro |
| 1998                                        | Enchanted - Lançado: 7 de abril de 1998 - Gravadora: Atlantic Records                                   | 85                           | —                            | —                            | —                            | —                            | - EUA: Ouro               |
| 2007                                        | Crystal Visions — The Very Best of Stevie Nicks - Lançado: 27 de março de 2007 - Gravadora: Reprise/WEA | 21                           | 37                           | 6                            | -                            | 50                           | -                         |
| "—" indica que o álbum não chegou à parada. | |                              |                              |                              |                              |                              |                           |

## Singles
| Ano                                                             | Single                                                                | Máximas posições nas paradas | Máximas posições nas paradas | Máximas posições nas paradas | Máximas posições nas paradas | Máximas posições nas paradas | Máximas posições nas paradas | Máximas posições nas paradas | Máximas posições nas paradas | Máximas posições nas paradas | Máximas posições nas paradas | Máximas posições nas paradas | Álbum                                           |
| Ano                                                             | Single                                                                | EUA                          | Hot. Main. Rock              | Adult Cont. Tracks           | Hot Dance Club               | CAN                          | RU                           | IRL                          | HOL                          | ALE                          | AUS                          | NZ                           | Álbum                                           |
| --------------------------------------------------------------- | --------------------------------------------------------------------- | ---------------------------- | ---------------------------- | ---------------------------- | ---------------------------- | ---------------------------- | ---------------------------- | ---------------------------- | ---------------------------- | ---------------------------- | ---------------------------- | ---------------------------- | ----------------------------------------------- |
| 1981                                                            | "Stop Draggin' My Heart Around" (com Tom Petty and the Heartbreakers) | 3                            | 2                            | —                            | —                            | 5                            | 50                           | —                            | —                            | —                            | 8                            | 11                           | Bella Donna                                     |
| 1981                                                            | "Leather and Lace" (com Don Henley)                                   | 6                            | 26                           | 10                           | —                            | 12                           | —                            | —                            | —                            | —                            | 68                           | —                            | Bella Donna                                     |
| 1982                                                            | "Edge of Seventeen"                                                   | 11                           | 4                            | —                            | —                            | 5                            | —                            | —                            | —                            | —                            | —                            | —                            | Bella Donna                                     |
| 1982                                                            | "After the Glitter Fades"                                             | 32                           | —                            | 36                           | —                            | —                            | —                            | —                            | —                            | —                            | —                            | —                            | Bella Donna                                     |
| 1983                                                            | "Stand Back"                                                          | 5                            | 2                            | —                            | 12                           | 10                           | —                            | —                            | 23                           | 32                           | 20                           | —                            | The Wild Heart                                  |
| 1983                                                            | "If Anyone Falls"                                                     | 14                           | 8                            | —                            | —                            | —                            | —                            | —                            | —                            | —                            | —                            | —                            | The Wild Heart                                  |
| 1983                                                            | "Nightbird"                                                           | 33                           | —                            | 39                           | —                            | —                            | —                            | —                            | —                            | —                            | —                            | —                            | The Wild Heart                                  |
| 1985                                                            | "Talk to Me"                                                          | 4                            | 1                            | 14                           | —                            | 6                            | 68                           | —                            | —                            | 28                           | 22                           | 45                           | Rock a Little                                   |
| 1986                                                            | "I Can't Wait"                                                        | 16                           | 6                            | —                            | 26                           | —                            | 54                           | 29                           | —                            | 58                           | 19                           | 39                           | Rock a Little                                   |
| 1986                                                            | "Has Anyone Ever Written Anything for You"                            | 60                           | —                            | 31                           | —                            | —                            | 84                           | —                            | —                            | —                            | —                            | —                            | Rock a Little                                   |
| 1989                                                            | "Rooms on Fire"                                                       | 16                           | 1                            | 16                           | —                            | —                            | 16                           | 17                           | 15                           | 46                           | 23                           | 12                           | The Other Side of Mirror                        |
| 1989                                                            | "Long Way to Go"                                                      | —                            | 11                           | —                            | —                            | —                            | 60                           | —                            | —                            | 60                           | 87                           | —                            | The Other Side of Mirror                        |
| 1989                                                            | "Two Kinds of Love" (com Bruce Hornsby)                               | —                            | —                            | —                            | —                            | —                            | —                            | —                            | —                            | —                            | —                            | —                            | The Other Side of Mirror                        |
| 1989                                                            | "Whole Lotta Trouble"                                                 | —                            | —                            | —                            | —                            | —                            | 62                           | 22                           | —                            | —                            | —                            | —                            | The Other Side of Mirror                        |
| 1991                                                            | "Sometimes It's a Bitch"                                              | 56                           | 7                            | —                            | —                            | —                            | 40                           | —                            | —                            | 55                           | 18                           | 39                           | Timespace: The Best Of Stevie Nicks             |
| 1991                                                            | "Love's a Hard Game to Play"                                          | —                            | —                            | —                            | —                            | —                            | —                            | —                            | —                            | —                            | —                            | —                            | Timespace: The Best Of Stevie Nicks             |
| 1991                                                            | "I Can't Wait" [re-lançamento]                                        | —                            | —                            | —                            | —                            | —                            | 47                           | —                            | —                            | —                            | —                            | —                            | Timespace: The Best Of Stevie Nicks             |
| 1994                                                            | "Maybe Love Will Change Your Mind"                                    | 57                           | 36                           | 17                           | —                            | —                            | 42                           | —                            | —                            | —                            | —                            | —                            | Street Angel                                    |
| 1994                                                            | "Blue Denim"                                                          | —                            | —                            | —                            | —                            | —                            | —                            | —                            | —                            | —                            | —                            | —                            | Street Angel                                    |
| 1998                                                            | "If You Ever Did Believe"                                             | —                            | —                            | —                            | —                            | —                            | —                            | —                            | —                            | —                            | —                            | —                            | Practical Magic soundtrack                      |
| 2001                                                            | "Every Day"                                                           | —                            | —                            | 17                           | —                            | —                            | —                            | —                            | —                            | —                            | —                            | —                            | Trouble in Shangri-La                           |
| 2001                                                            | "Planets of the Universe"                                             | —                            | —                            | —                            | 1                            | —                            | —                            | —                            | —                            | —                            | —                            | —                            | Trouble in Shangri-La                           |
| 2001                                                            | "Sorcerer"                                                            | —                            | —                            | 21                           | —                            | —                            | —                            | —                            | —                            | —                            | —                            | —                            | Trouble in Shangri-La                           |
| 2007                                                            | "Stand Back"                                                          | —                            | —                            | —                            | 2                            | —                            | —                            | —                            | —                            | —                            | —                            | —                            | Crystal Visions...The Very Best Of Stevie Nicks |
| 2009                                                            | "Crash Into Me"                                                       | —                            | —                            | —                            | —                            | —                            | —                            | —                            | —                            | —                            | —                            | —                            | The Soundstage Sessions                         |
| "—" indica que o single não chegou à parada ou não foi lançado. |                                                                       |                              |                              |                              |                              |                              |                              |                              |                              |                              |                              |                              |                                                 |

### Como convidada
| Ano                                          | Single                                | Artista       | Posições nas paradas | Posições nas paradas       | Posições nas paradas | Álbum                         |
| Ano                                          | Single                                | Artista       | EUA                  | Adult Contemporary dos EUA | Canadá               | Álbum                         |
| -------------------------------------------- | ------------------------------------- | ------------- | -------------------- | -------------------------- | -------------------- | ----------------------------- |
| 1978                                         | "Magnet and Steel"                    | Walter Egan   | 8                    | —                          | 10                   | Not Shy                       |
| 1978                                         | "Whenever I Call You 'Friend'"        | Kenny Loggins | 5                    | 9                          | 1                    | Nightwatch                    |
| 1979                                         | "Gold"                                | John Stewart  | 5                    | —                          | 5                    | Bombs Away Dream Babies       |
| 1979                                         | "Midnight Wind"                       | John Stewart  | 28                   | —                          | 20                   | Bombs Away Dream Babies       |
| 1983                                         | "Smiling Islands"                     | Robbie Patton | 52                   | —                          | —                    | Orders from Headquaters       |
| 1986                                         | "Needles and Pins"                    | Tom Petty     | 37                   | —                          | —                    | Pack Up the Plantation: Live! |
| 2004                                         | "Santa Claus Is Coming to Town"       | Chris Isaak   | —                    | 25                         | —                    | Christmas                     |
| 2006                                         | "Dreams"                              | Deep Dish     | —                    | —                          | —                    | George Is On                  |
| 2017                                         | "Beautiful People Beautiful Problems" | Lana Del Rey  |                      |                            |                      | Lust For Life                 |
| "—" indica que o single não chegou à parada. |                                       |               |                      |                            |                      |                               |

## Trilhas sonoras
| Ano  | Canção                                  | Trilha sonora                | Informações adicionais                              |
| ---- | --------------------------------------- | ---------------------------- | --------------------------------------------------- |
| 1980 | "Blue Lamp"                             | Heavy Metal                  | Gravado durante as sessões do álbum Bella Donna.    |
| 1982 | "Sleeping Angel"                        | Fast Times at Ridgemont High |                                                     |
| 1984 | "Violet and Blue"                       | Against All Odds             |                                                     |
| 1986 | "Battle of the Dragon"                  | American Anthem              |                                                     |
| 1995 | "Somebody Stand by Me"                  | Boys on the Side             | Escrita por Sheryl Crow                             |
| 1996 | "Twisted"                               | Twister                      | Dueto com Lindsey Buckingham                        |
| 1996 | "Free Fallin"                           | Party of Five                | Escrita por Tom Petty                               |
| 1998 | "Crystal" and "If You Ever Did Believe" | Practical Magic              | Remake of the Buckingham Nicks / Fleetwood Mac song |
| 2001 | "Touched by an Angel"                   | Sweet November               |                                                     |
| 2003 | "Edge of Seventeen"                     | School of Rock               | Original recording from Bella Donna                 |
| 2008 | "Edge of Seventeen"                     | Grand Theft Auto IV          | Original recording from Bella Donna                 |
| 2013 | "I can't wait"                          | Grand Theft Auto V           | Original recording from Rock a little               |

## Videografia
- Stevie Nicks: Live in Concert (Vídeo) (1982)
- Live at Red Rocks (Vídeo) (1995)
- Crystal Visions - The Very Best of Stevie Nicks: Disc Two (DVD) (2007)
- Live in Chicago (2009)

### Como Buckingham Nicks
- Buckingham Nicks (1973)

### com Fleetwood Mac
- Fleetwood Mac (1975)
- Rumours (1977)
- Tusk (1979)
- Live (1980)
- Mirage (1982)
- Tango in the Night (1987)
- Greatest Hits (1988)
- Behind the Mask (1990)
- 25 Years – The Chain (2 CD & 4 CD Boxset) (1992)
- The Dance (1997)
- The Very Best of Fleetwood Mac (2002)
- Say You Will (2003)
- Live in Boston (2004)